# Калгарі
Ка́лгарі (англ. Calgary) — місто в канадській провінції Альберта. Це найбільше місто в Альберті та найбільша агломерація в регіоні трьох прерійних провінцій. Станом на 2021 рік населення самого міста становило 1 306 784 особи, а населення агломерації — 1 481 806 осіб, що робить його третім за величиною містом і п’ятим за величиною агломерації в Канаді.
Калгарі розташований у місці злиття річок Боу та Елбоу на південному заході провінції, у перехідній зоні між передгір’ям Скелястих гір і канадськими преріями, близько 80 км на схід від передніх хребтів Канадських Скелястих гір, приблизно 299 км на південь від столиці провінції Едмонтон і приблизно 240 км на північ від кордону між Канадою та США. Місто закріплює південний край міського району, визначеного Службою статистики Канади, коридору Калгарі–Едмонтон.
Економіка Калгарі включає діяльність у сферах енергетики, фінансових послуг, кіно та телебачення, транспорту та логістики, технологій, виробництва, аерокосмічної промисловості, охорони здоров’я, роздрібної торгівлі та туризму. У даунтауні Калгарі розташовані значна кількість головних офісів корпорацій з 800 найбільших в країні, що робить його другим містом в Канаді за цим показником. У 2015 році в Калгарі було найбільше мільйонерів на душу населення серед усіх великих міст Канади. У 2022 році Калгарі разом із Цюрихом став третім містом у світі за зручністю для життя, посівши перше місце в Канаді та Північній Америці. У 1988 році він став першим канадським містом, яке прийняло зимові Олімпійські ігри.

## Етимологія
Калгарі був названий на честь замку Калгарі на острові Малл у Шотландії. Полковник Джеймс Маклеод, комісар Північно-західної кінної поліції, був там частим літнім гостем. У 1876 році, незабаром після повернення до Канади, він запропонував назву поселенню, яке стало фортом Калгарі (англ. Fort Calgary).

## Географія

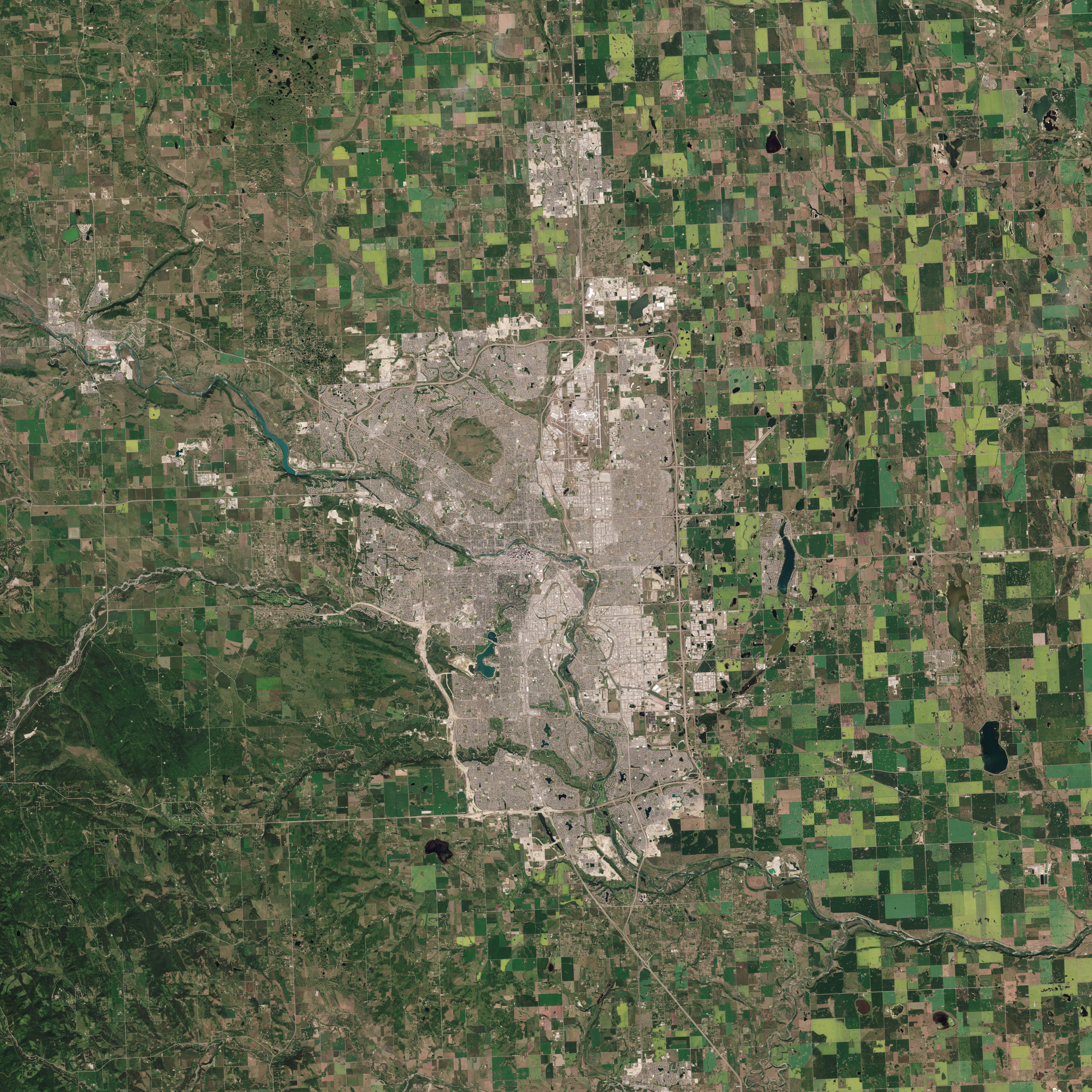
Вид на місто Калгарі зі супутника

Калгарі розташовано в перехідній зоні між передгір'ями канадських Скелястих гір і канадськими преріями. Місто лежить у передгір’ях природного регіону Parkland Natural Region та природного регіону Grasslands Natural Region . Даунтаун Калгарі знаходиться на висоті 1042,4 м над рівнем моря , а аеропорт - 1076 м. У 2011 році місто охоплювало територію площею 825,29 км²  Калгарі знаходиться на півдні Альберти, близько до зони субарктичного клімату, а також поблизу гір.
Через місто протікають дві річки і два струмка. Річка Боу є найбільшою і тече із заходу на південь. Річка Елбоу тече на північ з півдня до злиття з річкою Боу в історичному місці, де розташовано форт Калгарі недалеко від даунтауну міста. Струмок Нос-Крік (англ. Nose Creek) починає текти в Калгарі з північного заходу, і продовжує рух на південь, щоб впасти у річку Боу в декількох кілометрах на схід від злиття Елбоу-Боу. Струмок Фіш-Крік (англ. Fish Creek) починає текти в Калгарі на південному заходу і зливається з річкою Боу близько району Маккензі-Таун (англ. McKenzie Town).
Місто Калгарі, 848 км² за площею, складається з внутрішнього міста, оточеного приміськими районами з різною густиною заселеності. Місто одразу оточено двома муніципальних районами – графством Футхілс (англ. Foothills County) на півдні та графством Рокі-В’ю (англ. Rocky View County) на півночі, заході та сході. Близькі міські громади за межами міста в межах агломерації Калгарі включають в себе: місто Ердрі (англ. Airdrie) на півночі; місто Честермір (англ. Chestermere), містечко Стретмор (англ. Strathmore) та село Ленгдон (англ. Langdon) на сході; містечко Окотокс (англ. Okotoks) та Хай-Рівер (англ. High-River) на півдні; також місто Кокран (англ. Cochrane) на північному заході. Численні сільські райони розташовані в Елбоу Уолей (англ. Elbow Valley), регіоні Спрінгбенк (англ. Springbank) та Берспоу (англ. Bearspaw) на заході та північному заході від міста. Індіанська резервація Тсуу-Т-Іна 145 межує з Калгарі на південному заході.
Протягом останніх років місто приєднало багато довколишніх територій для подальшого росту. Останнього разу відбулось приєднання району Рокі-В’ю, що було завершено у липні 2007 року, місто приєднало село Шепард та змістило свої кордони до селища Бальзак (англ. Balzac) і міста Честермір, та дуже близько до міста Еірдрі.

### Флора і фауна
Численні види рослин і тварин зустрічаються в Калгарі та навколо нього. Дугласова ялиця Скелястих гір (Pseudotsuga menziesii var. glauca) наближається до східної межі свого ареалу в Калгарі. Інша широко поширена хвойна рослина в районі Калгарі — ялина біла ( Picea glauca). Тварини, яких можна зустріти в Калгарі та його околицях, включають білих оленів, койотів, північноамериканських дикобразів, лосів, кажанів, кроликів, норок, ласок, чорних ведмедів, єнотів, скунсів і пум.

### Райони міста
Даунтаун міста складається з п’яти районів: О-Клер, Даунтауну Вест-Енд, Комерційного центра, Чайнатауна і Даунтауну Іст-Віллідж. Комерційне центр поділено на кілька районів, включаючи торговий центр Стівен-авеню (англ. Stephen Avenue), розважального району, району мистецтв і урядового району. Від центру міста та на південь від 9-ї авеню знаходиться найбільш густонаселений район Калгарі, Белтлайн. Белтлайн є центром масштабних ініціатив з планування та реновацій з боку муніципального уряду, щоб збільшити щільність і жвавість даунтауну Калгарі.
Безпосередньо від центральної частини міста виходять перші міські громади. До них належать Кресент-Хайтс, Хаунсфілд-Гайтс/Брайар-Хілл, Хіллхерст / Саннісайд (включаючи Кенсінгтон), Бріджленд, Ренфрю, Маунт-Роял, Скарборо, Суналта, Мішн, Рамзі та Інглвуд і Альберт-Парк/Редіссон-Гайтс безпосередньо на сході. Внутрішня частина міста, у свою чергу, оточена відносно щільними та усталеними районами, такими як Роуздейл і Маунт-Плезант на півночі; Боунесс, Паркдейл, Шаганаппі, Вестгейт і Глендейл на заході; Парк Хілл, Бенкв’ю, Альтадор і Кілларні на півдні; і Форест Лон на сході. Поза ними, і зазвичай відокремлені один від одного шосе, розташовані приміські громади, зокрема Евергрін, Сомерсет, Оберн-Бей, Кантрі-Гіллз, Санденс, Чапарал, Рівербенд і Маккензі-Таун. Загалом у межах міста є понад 180 окремих мікрорайонів.
Кілька районів Калгарі спочатку були окремими муніципалітетами, які були приєднані містом у міру його зростання. До них належать Боунесс, Монтгомері, Міднапур, Шепард і Форест Лон.

### Клімат
Калгарі має напівмусонний вологий континентальний клімат у східних частинах міста та субарктичний клімат у західних частинах міста, в основному через збільшення висоти над рівнем моря. У місті тепле, комфортне літо та морозна, суха (але, як і вся Альберта, надзвичайно мінлива) зима. Він потрапляє в зону морозостійкості рослин NRC 4a . За даними Environment Canada, середньодобова температура в Калгарі коливається від 16,5 °C  у липні до −7,1 °C у січні.
Зими холодні, температура повітря може опускатися до −20 °C або нижче в середньому 22 дні на рік і −30 °C в середньому 3,7 дня на рік, але часто порушуються теплими сухими вітрами чинук, які дмуть в Альберті через гори. Ці вітри можуть підняти зимову температуру на 20 °C і до 30 °C всього за кілька годин і це може тривати кілька днів. Крім того, близькість Калгарі до Скелястих гір впливає на зимові температури з поєднанням низьких і високих температур, і, як правило, призводить до м’якої зими для міста. На температури також впливає фактор охолодження вітром; середня швидкість вітру в Калгарі становить 14,2 км/год, одна із найвищих у містах Канади.
Влітку температура вдень коливається від 10 до 25 °C і перевищує 30 °C в середньому 5,1 днів в червні, липні та серпні, а іноді навіть у вересні або на початку травня, а взимку опускається нижче або на рівні −30 °C 3,7 днів у році. Через високу висоту над рівнем моря та посушливість Калгарі літні дні часто бувають комфортними й не вологими, на відміну від багатьох інших великих міст Канади. Літні вечори також мають тенденцію до прохолоди, із середньомісячною низькою температурою нижче 10 °C (50 °F) протягом літніх місяців.
Зі 100 найбільших міст Канади Калгарі має найсонячніші дні протягом усього року, тут трохи більше 332 сонячних днів;  вона має в середньому 2396 годин сонячного світла на рік,  із середньою відносною вологістю 55% взимку та 45% влітку (15:00 MST).
Міжнародний аеропорт Калгарі в північно-східній частині міста має в середньому 418,8 мм опадів за рік, з 326,4 мм того, що відбувається - у вигляді дощу, і 92,4 мм як сніг. Найбільше опадів випадає в червні, а найбільше снігу в березні. У Калгарі також фіксувався сніг кожного місяця в році. Останній липневий сніг випав 15 липня 1999 року.
Грози можуть бути частими й інколи сильними , більшість з них відбуваються в літні місяці. Калгарі лежить у "Алеї граду", де масштабні руйнівні зливи з градом трапляються кожні кілька років. Град, який обрушився на Калгарі 7 вересня 1991 року, був одним із найбільш руйнівних стихійних лих в історії Канади, завдавши понад 400 мільйонів дол. збитків. Торнадо рідко трапляються в регіоні.
Найвища температура, коли-небудь зареєстрована в Калгарі, становила 36,7 °C 10 серпня 2018 р. Найнижча зареєстрована температура становила −45,0 °C 4 лютого 1893 р.
15 листопада 2021 року міська рада Калгарі проголосувала за оголошення надзвичайної кліматичної ситуації.

## Демографія
Згідно з переписом населення 2021 року, проведеним Статистичною службою Канади, населення міста Калгарі становило 1 306 784 особи, які проживали в 502 301 із 531 062 приватних помешкань, тобто збільшилось відносно на 5,5% від населення у 1 239 220 осіб у 2016 році. З площею міста в 820,62 км², щільність населення становила 1592,4/км² у 2021 році.
Населення міста Калгарі згідно з муніципальним переписом 2019 року становить 1 285 711 осіб, зміна на 1,4% від 1 267 344 населення за даними муніципального перепису 2018 року.
Згідно з переписом населення 2016 року, проведеним Статистичною службою Канади, населення міста Калгарі становило 1 239 220 осіб, які проживали в 466 725 із 489 650 приватних помешкань, що є зміною на 13% від його населення у 1 096 833 осіб у 2011 році. При площі міста 825,56 км², щільність населення становила 1501,1/км² у 2016 році. Калгарі посідає перше місце серед трьох міст Канади, населення яких з 2011 по 2016 рік зросло більш ніж на 100 000 осіб. За цей час населення Калгарі зросло на 142 387 осіб, за ним йдуть Едмонтон на 120 345 осіб і Торонто на 116 511 осіб.
У 2015 році населення в межах години їзди від міста становило 1 511 755 осіб.
Внаслідок великої кількості корпорацій, а також наявності енергетичного сектору в Альберті середній сімейний дохід Калгарі становить 104 530 доларів.

За даними перепису 2021 року, іммігранти (особи, які народилися за межами Канади) складають 430 640 осіб або 33,3% від загальної кількості населення Калгарі. Із загальної кількості іммігрантів найбільшими країнами походження були Філіппіни (65 430 осіб або 15,2%), Індія (56 515 осіб або 13,1%), Китай (36 240 осіб або 8,4%), Велика Британія (20 415 осіб або 4,7%), Пакистан (18 375 осіб або 4,3%), В’єтнам (15 395 осіб або 3,6%), Нігерія (12 450 осіб або 2,9%), Сполучені Штати Америки (10 890 осіб або 2,5%), Гонконг (10 775 осіб або 2,5%), Південна Корея (8210 осіб або 1,9%).
| Релігія в Калгарі (Перепис населення 2021 року) | Релігія в Калгарі (Перепис населення 2021 року) | Релігія в Калгарі (Перепис населення 2021 року) | Релігія в Калгарі (Перепис населення 2021 року) | Релігія в Калгарі (Перепис населення 2021 року) |
| ----------------------------------------------- | ----------------------------------------------- | ----------------------------------------------- | ----------------------------------------------- | ----------------------------------------------- |
| Релігія                                         |                                                 |                                                 | Відсоток(%)                                     |                                                 |
| Християни                                       | Християни                                       |                                                 | 44.5%                                           | 44.5%                                           |
| Нерелігійні                                     | Нерелігійні                                     |                                                 | 38.7%                                           | 38.7%                                           |
| Мусульмани                                      | Мусульмани                                      |                                                 | 7.4%                                            | 7.4%                                            |
| Сикхи                                           | Сикхи                                           |                                                 | 3.8%                                            | 3.8%                                            |
| Індуїсти                                        | Індуїсти                                        |                                                 | 2.6%                                            | 2.6%                                            |
| Буддисти                                        | Буддисти                                        |                                                 | 1.6%                                            | 1.6%                                            |
| Юдеї                                            | Юдеї                                            |                                                 | 0.5%                                            | 0.5%                                            |
| Інші                                            | Інші                                            |                                                 | 0.9%                                            | 0.9%                                            |

### Етнічне походження
За даними перепису населення 2016 року, 60% населення Калгарі було європейського походження, 4% походили заборигенних племен корінних народів регіону, а 36,2% населення належало до видимих меншин (тобто не-білі і водночас не-аборигени). Серед людей європейського походження найчастіше згадується про етнічне походження британців, німців, ірландців, французів та українців.
Серед видимих меншин найбільшу групу (9,5%) становлять люди південно-азійського походження (переважно з Індії), потім йдуть китайці (6,8%) та філіппінці (5,5%). Також 5,4% людей мали африканське або карибське походження, 3,5% мали західноазійське або близькосхідне походження, тоді як 2,6% населення були латиноамериканського походження. З найбільших канадських міст Калгарі посідає четверте місце за кількістю видимих меншин, поступаючись Торонто, Ванкуверу та Вінніпегу. Крім того, 20,7% населення ідентифікує себе "канадцями" за етнічним походженням.

## Економіка
Калгарі визнано лідером канадської нафтогазової промисловості, і його економіка розвивалася значно вищими темпами, ніж загальна економіка Канади (43% і 25%, відповідно) протягом десятирічного періоду з 1999 по 2009 рік. Його високі особисті та сімейні доходи , низький рівень безробіття та високий ВВП на душу населення  — усе це виграло від зростання продажів і цін через ресурсний бум  і збільшення економічної диверсифікації.
Калгарі користується перевагами відносно сильного ринку праці в Альберті, є частиною коридору Калгарі–Едмонтон, одного з регіонів країни, що найшвидше розвивається. Це місто з головними офісами для багатьох великих компаній, пов’язаних з нафтою та газом, і багато компаній, що надають фінансові послуги, виросли навколо них. Рівень малого бізнесу та самозайнятості також є одними з найвищих у Канаді. Калгарі є розподільчим і транспортним вузлом  з високим рівнем роздрібних продажів.
В економіці Калгарі все менше домінує нафтогазова промисловість, хоча вона все ще є найбільшим джерелом ВВП міста. У 2006 році реальний ВВП Калгарі становив 52.386 мільярдів канадських доларів, з яких 12% припадає на нафту, газ і видобуток корисних копалин. Найбільші нафтогазові компанії: BP Canada, Canadian Natural Resources Limited, Cenovus Energy, Encana, Imperial Oil, Suncor Energy, Shell Canada, Husky Energy, TransCanada та Nexen, завдяки чому місто є домом для 87% нафтогазових компаній та і 66% вугільних компаній Канади.
Станом на листопад 2016 року кількість робочої сили в місті становила 901 700 осіб (рівень участі 74,6%) і рівень безробіття становив 10,3%.
У 2013 році чотирма найбільшими галузями Калгарі за кількістю працівників були торгівля (112 800 працівників), професійні, наукові та технічні послуги (100 800 працівників), охорона здоров’я та соціальна допомога (89 200 працівників) і будівництво ( 81 500 співробітників).
У 2006 році трьома найбільшими роботодавцями в приватному секторі Калгарі були Shaw Communications (7500 співробітників), Nova Chemicals (4945) і Telus (4517). Замикають першу десятку компанії Mark's Work Wearhouse, Calgary Co-op, Nexen, Канадська тихоокеанська залізниця, CNRL, Shell Canada і Dow Chemical Canada. Найбільшими роботодавцями в державному секторі в 2006 році були Zone of the Alberta Health Services (22 000), City of Calgary (12 296) і Calgary Board of Education (8 000). До п’ятірки лідерів у державному секторі ввійшли Університет Калгарі та Окремий відділ римо-католицької школи Калгарі.
Калгарі займає друге місце за концентрацією головних офісів у Канаді (після Торонто), має найбільшу кількість головних офісів на душу населення. Деякі великі роботодавці з головними офісами в Калгарі включають в себе Canada Safeway Limited, Westfair Foods Ltd., Suncor Energy, Agrium, Flint Energy Services Ltd., Shaw Communications і Canadian Pacific Kansas City. Канадська тихоокеанська залізниця перенесла свій головний офіс з Монреаля в 1996 році, а Imperial Oil переїхав з Торонто в 2005 році. Нова 58-поверхова корпоративна штаб-квартира Encana, хмарочос Боу, стала найвищою будівлею в Канаді за межами Торонто.  У 2001 році місто стало корпоративною штаб-квартирою TSX Venture Exchange.
Штаб-квартира WestJet розташована неподалік від міжнародного аеропорту Калгарі, а Enerjet — на території аеропорту.  До розпуску Canadian Airlines  і дочірня компанія Air Canada компанія Zip також мали штаб-квартири поблизу міського аеропорту.  Хоча її головний офіс зараз знаходиться в Єллоунайфі, придбана у Canadian Airlines у вересні 1998 року, все ще підтримує операції та офіси в Калгарі.
Одна з найбільших бухгалтерських фірм Канади, MNP LLP, також має штаб-квартиру в Калгарі.

## Культура та мистецтво
У 2012 році Калгарі було визнано однією з культурних столиць Канади. У той час як багато калгарців продовжують жити в передмістях міста, центральні райони, такі як Кенсінгтон, Інглвуд, Форест-Лон, Бріджленд, Марда Луп, Мішн і особливо Белтлайн, стали більш популярними, і щільність у цих районах зросла.

### Сцени

#### Місця сценічного мистецтва
У Калгарі розташовано Південно-Альбертську ювілейну аудиторію (англ. Southern Alberta Jubilee Auditorium), що є одним із двох «близнюків» у провінції, інша — Ювілейна аудиторія Північної Альберти, розташована в Едмонтоні, кожна з яких місцево відома як «Джуб». Аудиторія на 2538 місць була відкрита в 1957 році  і в ній відбулися сотні бродвейських музичних, театральних, сценічних і місцевих постановок. Calgary Jube є резиденцією Альбертської балетної компанії, опери Калгарі та щорічних церемоній Дня пам’яті. Обидві аудиторії працюють 365 днів на рік і управляються урядом провінції. Обидві були капітально відремонтовані в рамках заходів щодо сторіччя провінції в 2005 році.
Місто також є домом для низки арт-просторів, таких як Arts Commons, який є комплексом площею 400 000 квадратних футів (37 160 м²), де розміщено Концертний зал Джека Сінгера, Театр Марти Коен, Театр Макса Белла, Великий секретний театр, The GRAND, Концертний зал Белла, Театр Райта та кілька інших менших майданчиків.
Музична сцена
Кожні три роки в Калгарі проходить Міжнародний конкурс піаністів Хоненса (раніше відомий як Міжнародний конкурс піаністів Естера Хоненса). Фіналісти конкурсу виконують фортепіанні концерти з Калгарійським філармонічним оркестром ; лауреат отримує грошову винагороду (на даний момент 100 000 канадських доларів, найбільша грошова винагорода на будь-якому міжнародному конкурсі піаністів) і трирічну програму розвитку кар’єри. Конкурс є невід’ємною частиною класичної музичної сцени в Калгарі.
Кілька маршових оркестрів базується в Калгарі. Серед них Calgary Round-Up Band, Calgary Stetson Show Band, Bishop Grandin Marching Ghosts і шестиразові чемпіони Всесвітньої асоціації маршових шоу-оркестрів, Calgary Stampede Showband, а також військові оркестри, включаючи Band of HMCS Tecumseh, King's Own Calgary Regiment Band. У місті є багато інших цивільних сопілкових оркестрів, зокрема Сопілчастий оркестр поліції Калгарі.
Калгарі також є домом для спільноти хорової музики, включаючи різноманітні аматорські, громадські та напівпрофесійні групи. Деякі з головних хорів включають Хори Маунт-Роял з консерваторії університету Маунт-Роял, Хор хлопчиків Калгарі, Хор дівчат Калгарі, Молоді співаки Калгарі, Дитячий хор Кантаре, музичне товариство Luminous Voices, камерний хор Spiritus та поп-музичний хоровий колектив Revv52.

#### Сцена танців
Альбертський балет є третьою за величиною танцювальною трупою в Канаді. Під художнім керівництвом Жана Гран-Метра Альбертський балет є лідером як удома, так і за кордоном. Жан Гранд-Метр став відомим завдяки своїй успішній співпраці із такими поп-артистами, як Джоні Мітчелл, Елтон Джон і Сара Маклахлан. Альбертський балет знаходиться в Центрі Ната Крісті.
Інші танцювальні компанії включають Springboard Performance, яка проводить щорічний фестиваль мистецтв Fluid Movement , Decidedly Jazz Danceworks, яка відкрила свій новий заклад вартістю 25 мільйонів доларів у 2016 році у співпраці з Kahanoff Foundation , а також безліч інших, включаючи європейські ансамблі народного танцю, афро-танцювальні компанії та танцювальні компанії діаспори.

### Кіно та телебачення
У Калгарі та його околицях було знято багато фільмів. До відомих фільмів, знятих у місті та його околицях, належать «Горбата гора», «Той, що танцює з вовками», «Доктор Живаго», «Початок», «Легенди осені», «Непрощенний», «Легенда Г'ю Гласса» і «Круті віражі». «Мисливці на привидів: З того світу» знімали в центрі Калгарі та Інглвуді в 2019 році  Телевізійні шоу включають «Фарґо», «Чорне літо», і «Останні з нас».

### Медіа
Calgary Herald і Calgary Sun є основними газетами в Калгарі. Телевізійні мережі Global, City, CTV і CBC мають місцеві студії в місті.

### Візуальне мистецтво
Візуальні та концептуальні митці, такі як мистецький колектив United Congress, активні в місті. У даунтауні вздовж Стівен-авеню є кілька художніх галерей; дизайнерський район SoDo (на південь від даунтауну); 17-та авеню; околиці Інглвуда. У даунтауні Калгарі також є різноманітні мистецькі інсталяції в системі переходів +15.

### Бібліотеки
Calgary Public Library — це мережа публічних бібліотек міста з 21 філією, де видаються книги, електронні книги, компакт-диски, DVD-диски, Blu-ray, аудіокниги тощо. За кількістю запозичень бібліотека є другою за величиною в Канаді та шостою за величиною муніципальною бібліотечною системою в Північній Америці. Нова флагманська філія площею 22 000 м², Центральна бібліотека Калгарі, відкрита 1 листопада 2018 р.

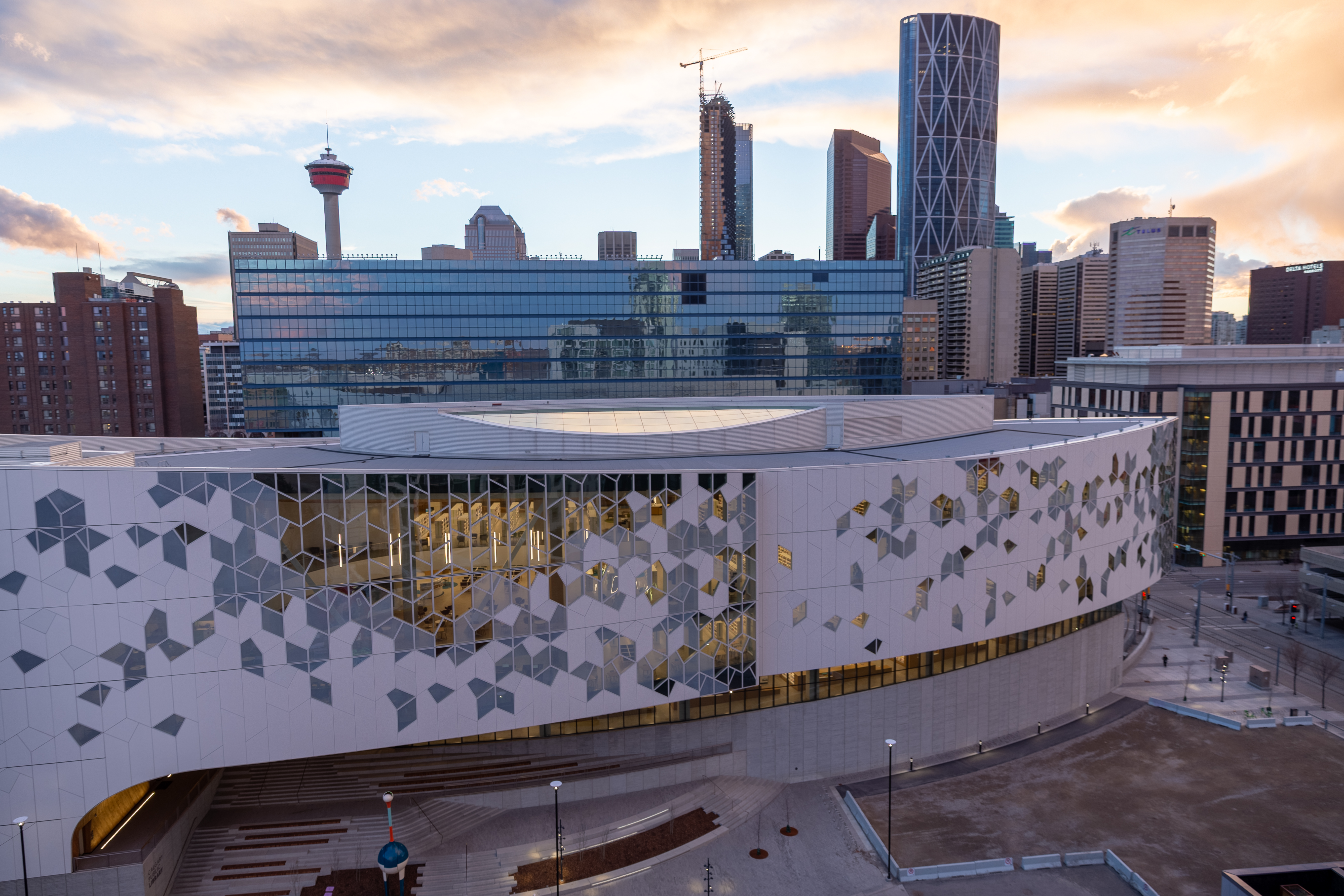
Центральна бібліотека Калгарі виграла багато міжнародних архітектурних нагород.

### Музеї
У місті розташовано декілька музеїв. Музей Гленбоу є найбільшим у західній Канаді та включає художню галерею та галерею перших націй. Інші великі музеї включають Китайський культурний центр (на 6500 м², найбільший самостійний культурний центр у Канаді), Зал спортивної слави Канади (в Олімпійському парку Канади), військові музеї, Національний музичний центр і Музей польотів Ангар.

### Фестивалі
У Калгарі щорічно проходить ряд фестивалів і заходів. До них належать Міжнародний кінофестиваль у Калгарі, Фестиваль народної музики в Калгарі, Фестиваль комедій у Калгарі FunnyFest, музичний фестиваль Sled Island, Beakerhead, Carifest, Wordfest, Lilac Festival, GlobalFest, Otafest, Calgary Comic and Entertainment Expo, FallCon, Calgary Fringe Festival, Summerstock, Expo Latino, Calgary Pride, Calgary International Spoken Word Festival  та багато інших культурних та етнічних фестивалів. Міжнародний кінофестиваль у Калгарі також проводиться щорічно, а також Міжнародний фестиваль анімаційних об'єктів.
Найвідомішою подією в Калгарі є Калгарі Стампід, яка відбувається кожного липня, за винятком 2020 року, починаючи з 1912 року. Це один із найбільших фестивалів у Канаді, у 2005 році його відвідали 1 242 928 осіб на 10-денному родео та виставці.

### Мистецька освіта

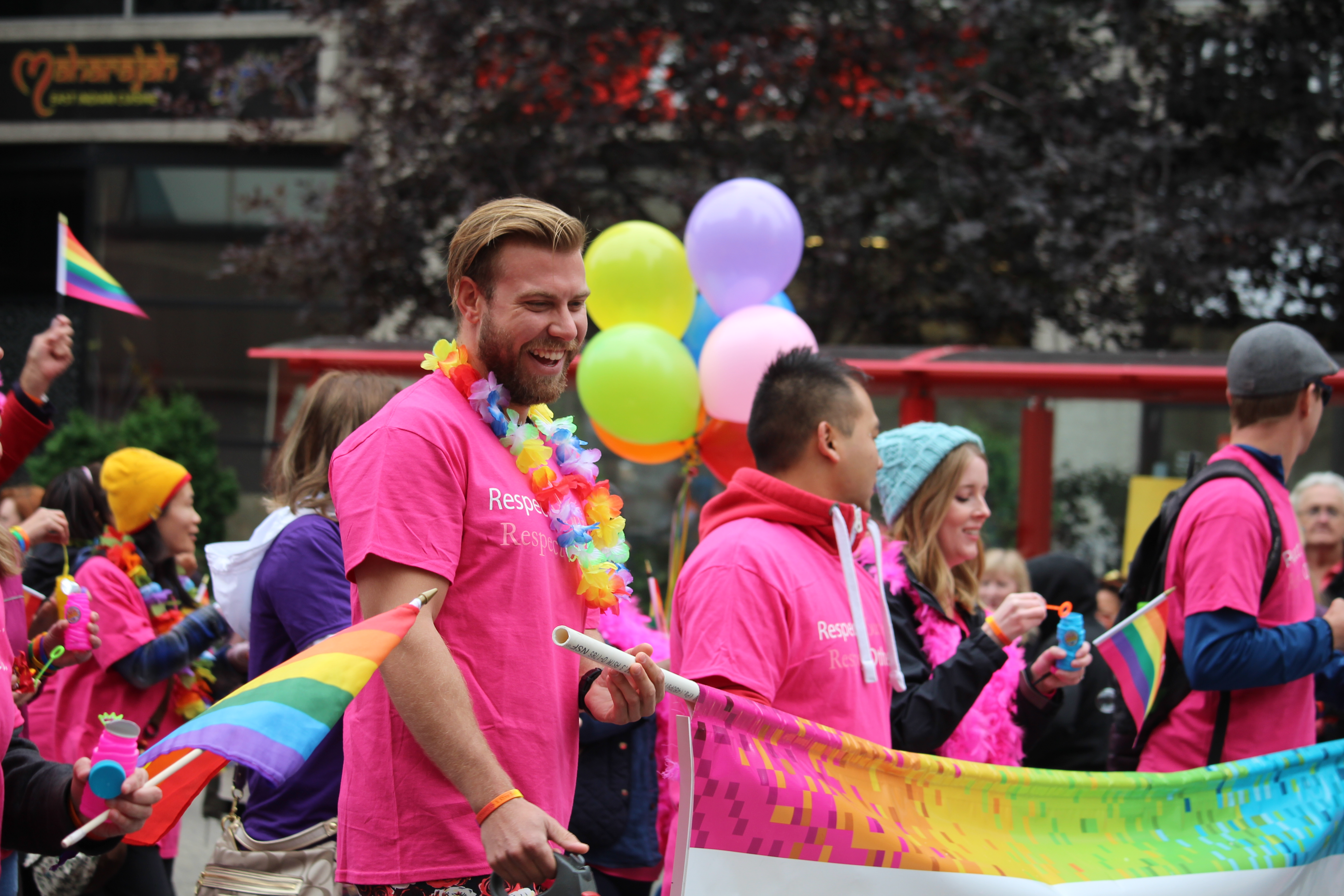
У Калгарі щороку з 1988 року проводиться ЛГБТ+ прайд.

Калгарі також є домом для кількох вищих навчальних закладів, які надають кредитні та безкредитні форми навчання мистецтву, включаючи Альбертський університет мистецтв (колишній Альбертський коледж мистецтва та дизайну), Школу творчих і виконавських мистецтв при Університеті Калгарі, консерваторія Маунт-Рояльського університету  та Університет Амброуза.

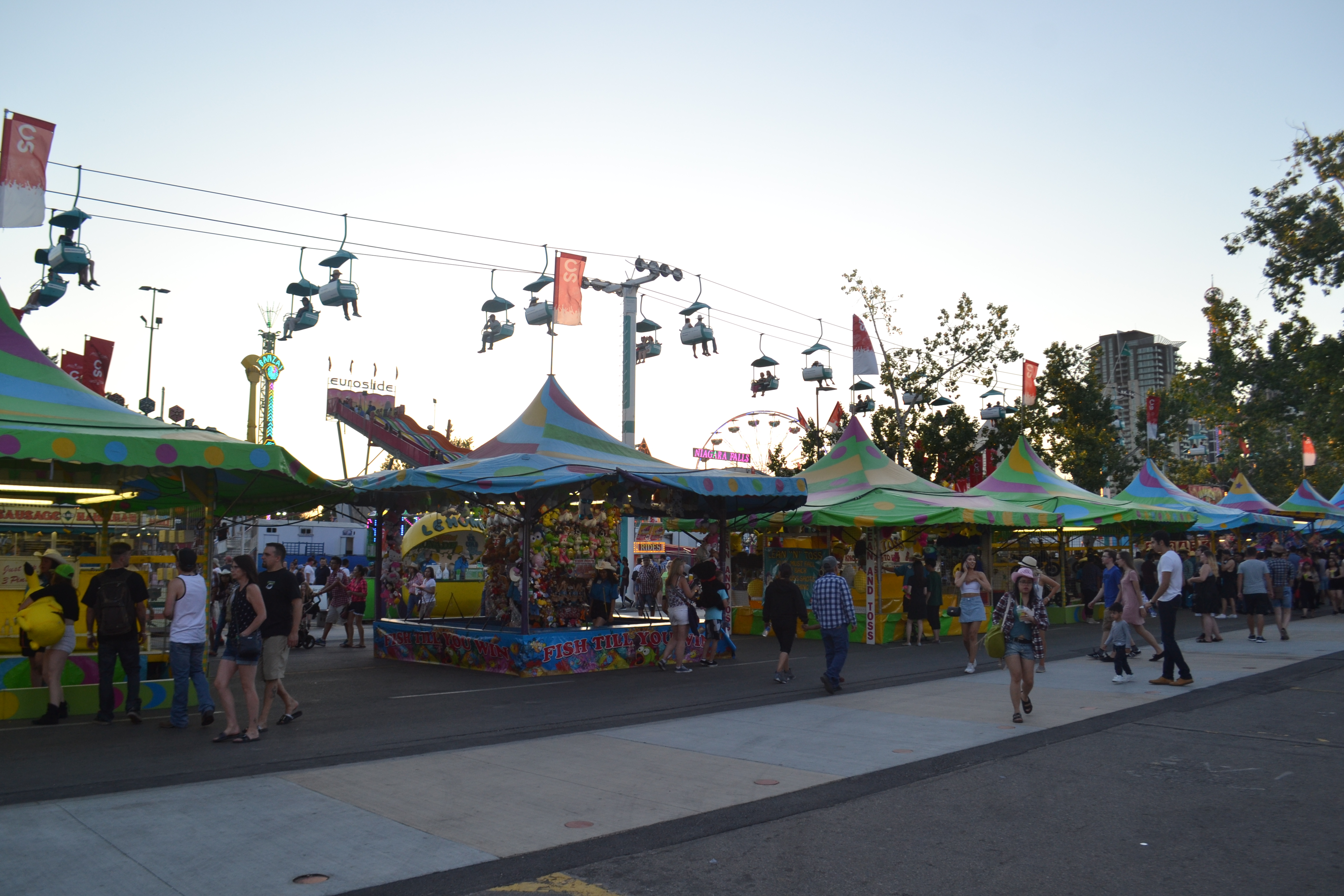
Калгарі Стампід щороку збирає більше мільйона відвідувачів, що подвоює населення міста під час заходу.

## Пам'ятки

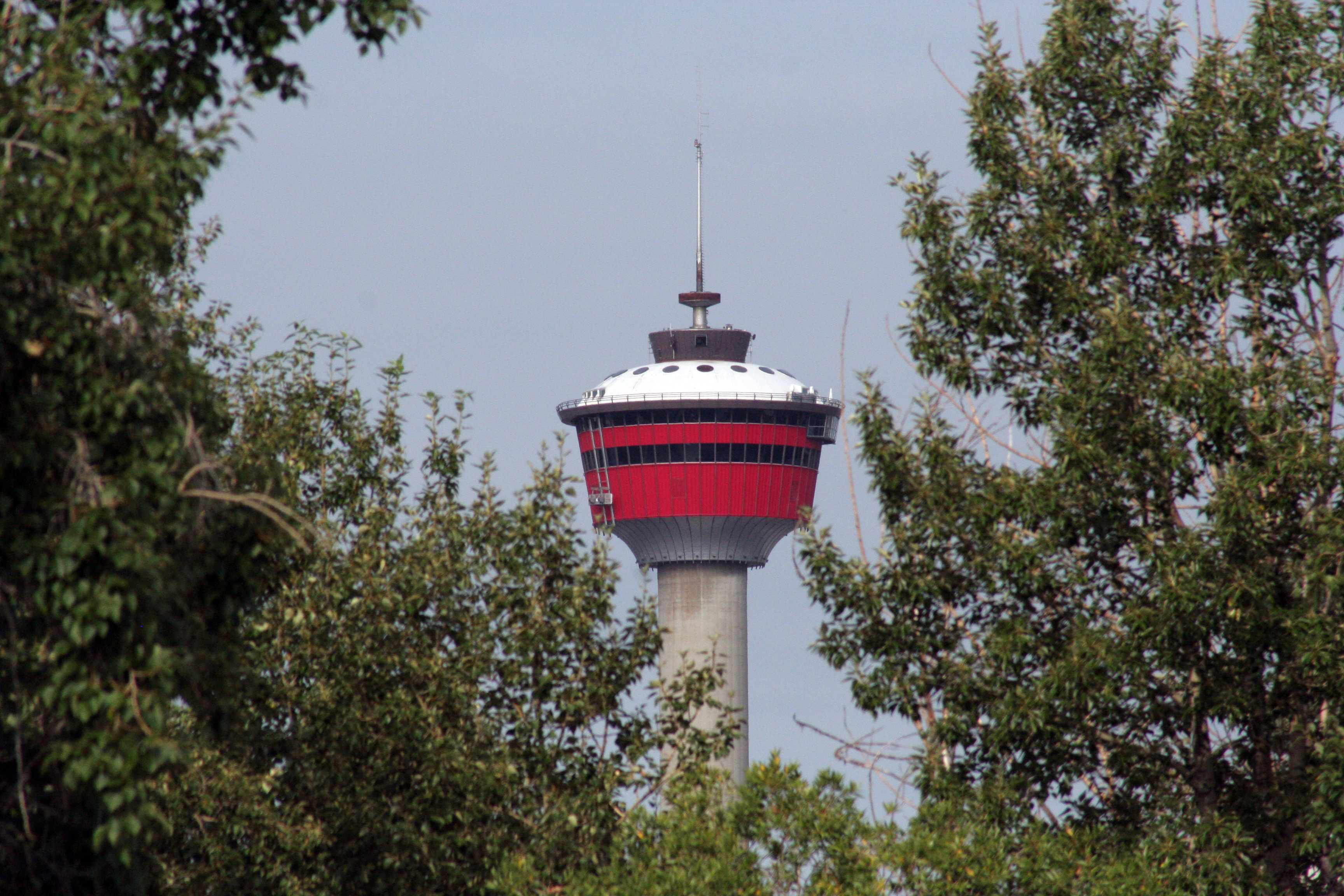
Незважаючи на те, що Калгарська вежа більше не є найвищою будівлею в місті, вона залишається видатною пам’яткою та символом культури Калгарі.

У центрі Калгарі є еклектичне поєднання ресторанів і барів, культурних закладів, громадських площ і магазинів. Серед визначних пам’яток у центрі міста – Калгарська вежа, Калгарський зоопарк, Національний музичний центр, конференц-центр Телус, Чайнатаун, глядацька зала Артс-Коммонс, Центральна бібліотека, острів Святого Патріка, музей Гленбоу, Художня галерея Калгарі, Олімпійська площа, військові музеї. До відомих торгових районів належать Core Center, Стівен-авеню. Міст Peace Bridge проходить через річку Боу в центрі міста. У цьому регіоні також розташований парк Prince's Island Park, міський парк, розташований на північ від району О-Клер. На території в 1 га знаходяться Девонські сади — один із найбільших міських критих садів у світі , розташований на верхньому поверсі Core Centre. Безпосередньо на південь від даунтауну міста знаходиться район Белтлайн, відомий своїми численними барами, нічними клубами, ресторанами та торговими центрами. У центрі Beltline знаходиться популярна 17-та авеню, головна смуга розваг і нічного життя в районі, вздовж якої розташована велика кількість барів і розваг. Під час розіграшу Кубка Стенлі від «Калгарі Флеймс» у 2004 році вулицю відвідали понад 50 000 уболівальників за ніч гри. До даунтауну Калгарі легко дістатися за допомогою транспортної системи сітрейн із 9 залізничними станціями в даунтауні. Сітрейн є безкоштовним на території даунтауну міста.

Пам'ятки в інших районах міста включають історичне селище Heritage Park, яке зображує життя в Альберті до 1914 року та показує діючі історичні транспортні засоби, такі як паровий потяг, колісний пароплав та електричний трамвай. Саме село складається з суміші копій будівель та історичних споруд, перенесених із південної Альберти. Трохи на захід від межі міста знаходиться Calaway Park, найбільший відкритий сімейний парк розваг у західній Канаді, а на північ від парку через Трансканадське шосе знаходиться аеропорт Спрінгбанк, де щороку 18 і 19 липня проходить авіашоу Wings over Springbank. Інші головні міські визначні пам’ятки включають Олімпійський парк Канади, де знаходиться Зал спортивної слави Канади. Окрім великої кількості торгових зон у центрі міста, у місті є ряд великих приміських торгових комплексів. Серед найбільших — Chinook Center і Southcentre Mall на півдні, Westhills і Signal Hill на південному заході, South Trail Crossing і Deerfoot Meadows на південному сході, Market Mall на північному заході, Sunridge Mall на північному сході, а також нещодавно побудовані CrossIron Mills і New Horizon Mall на північ від межі міста Калгарі та на південь від міста Ердрі.

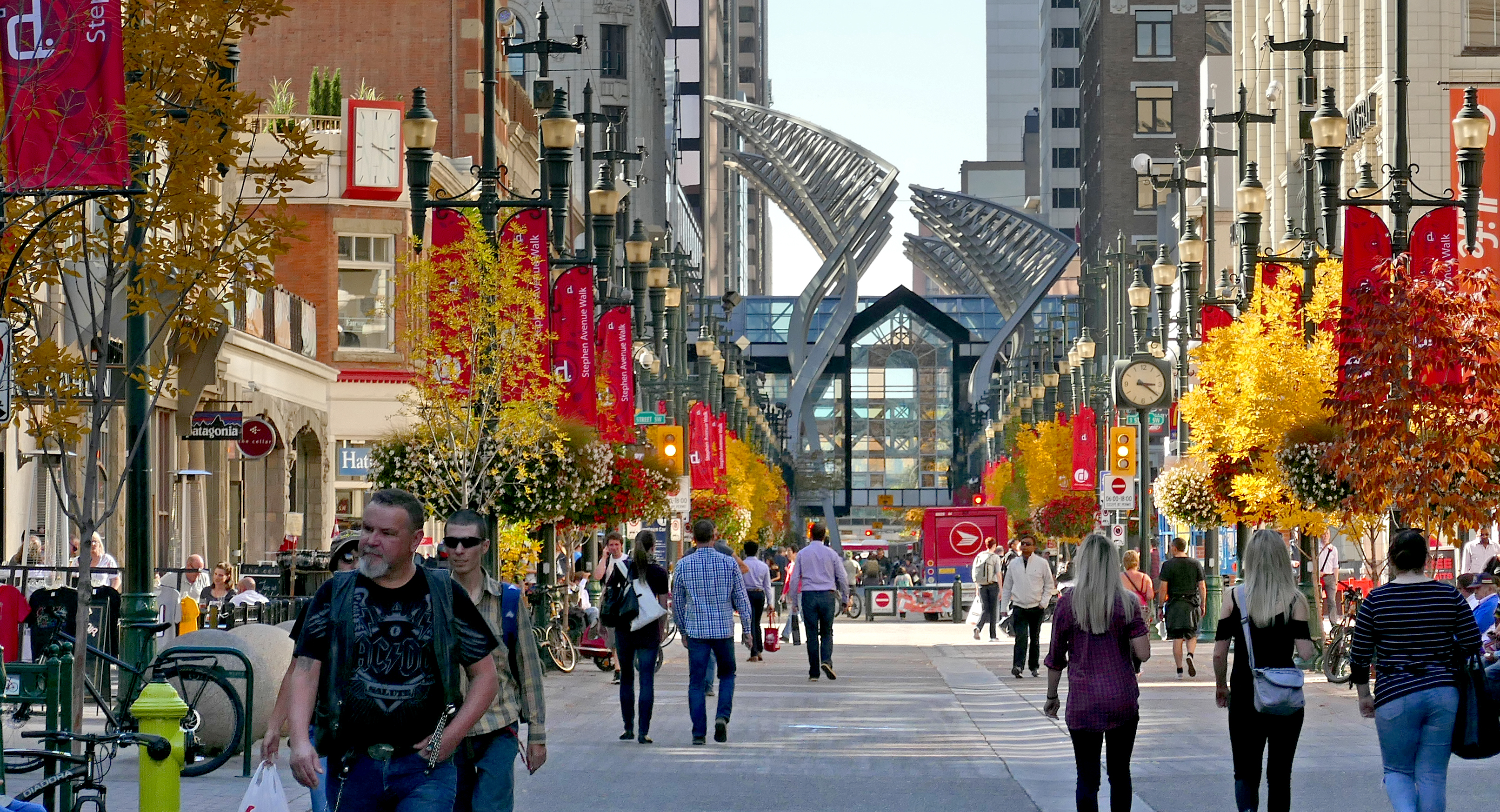
Стівен-авеню, що складається з бутиків, елітних магазинів і ресторанів, є головним пішохідним торговим центром і туристичною визначною пам’яткою Калгарі.

## Цікаві місця
В місті Калгарі декілька музеїв, будівель, меморіалів і об'єктів культурної спадщини. Найвідомішими є: 
- «Калгарський Тауер»  (англ. Calgary Tower) телевізійна вежа в центрі місті Калгарі.
- Калгарський зоопарк (англ. Calgary Zoo)
- Боу (хмарочос) (англ. Bow Skyscraper)
- «Музей Гленбоу» (англ. Glenbow Museum) — найбільший музей Західної Канади
- «Готель Паллисера»  (англ. Palliser) — історичний готель
- «Девонські сади» (англ. Devonian Gardens)
- «Парк острова Принсес» — (англ. Princess Island Park) Суспільний парк Фестивалі
- «Форт-Калгарі» — Історична експозиція, яку представляють, переодягнуті відповідно епосі, працівники-актори
- «Центр EPCOR» — Центр Театрального мистецтва, домашня сцена симфонічного оркестра Калгарі
- «Калгарський університет»
- «Вежа Сонкор-Енерджи» (англ. Suncor Energy) раніше «Центр Петро-Канада — Західна Вежа» (англ. Centre Petro-Canada Centre West Tower) — високий хмарочос
- «Стевен Авенью» (англ. Stephen Avenue) — Історична вулиця
- «Telus Світ Науки» (англ. Telus World of Science (Calgary)) — Музей науки
- «Нос-Хілл Парк» (англ. Nose Hill Park) — Суспільний Природний Парк
- «Ювілей Аудиторія Південної  Альберти» (англ. Southern Alberta Jubilee Auditorium) — Центр Театрального мистецтва, домашня сцена Калгарської Опери.

## Транспорт
Калгарі є важливим транспортним вузлом Канади: міжнародний аеропорт, пасажиропотік якого у 2008 році перевищив 12,5 млн осіб; система легкого метро сітрейн (англ. CTrain).

## Освіта
У 1966 році було засновано Калгарський університет (до того входив до складу Альбертського університету).
Також в Калгарі знаходиться Технологічний інститут Південної Альберти.

## Спорт
У місті Калгарі дві професійні команди. «Калгарі Флеймс» (англ. Calgary Flames) — професійна хокейна команда член Національної хокейної ліги грають в Пенгроут-Седдлдоум. «Калгарі Стампідерс» (англ. Calgary Stampeders) є членом Канадської футбольної ліги.

## Українська громада

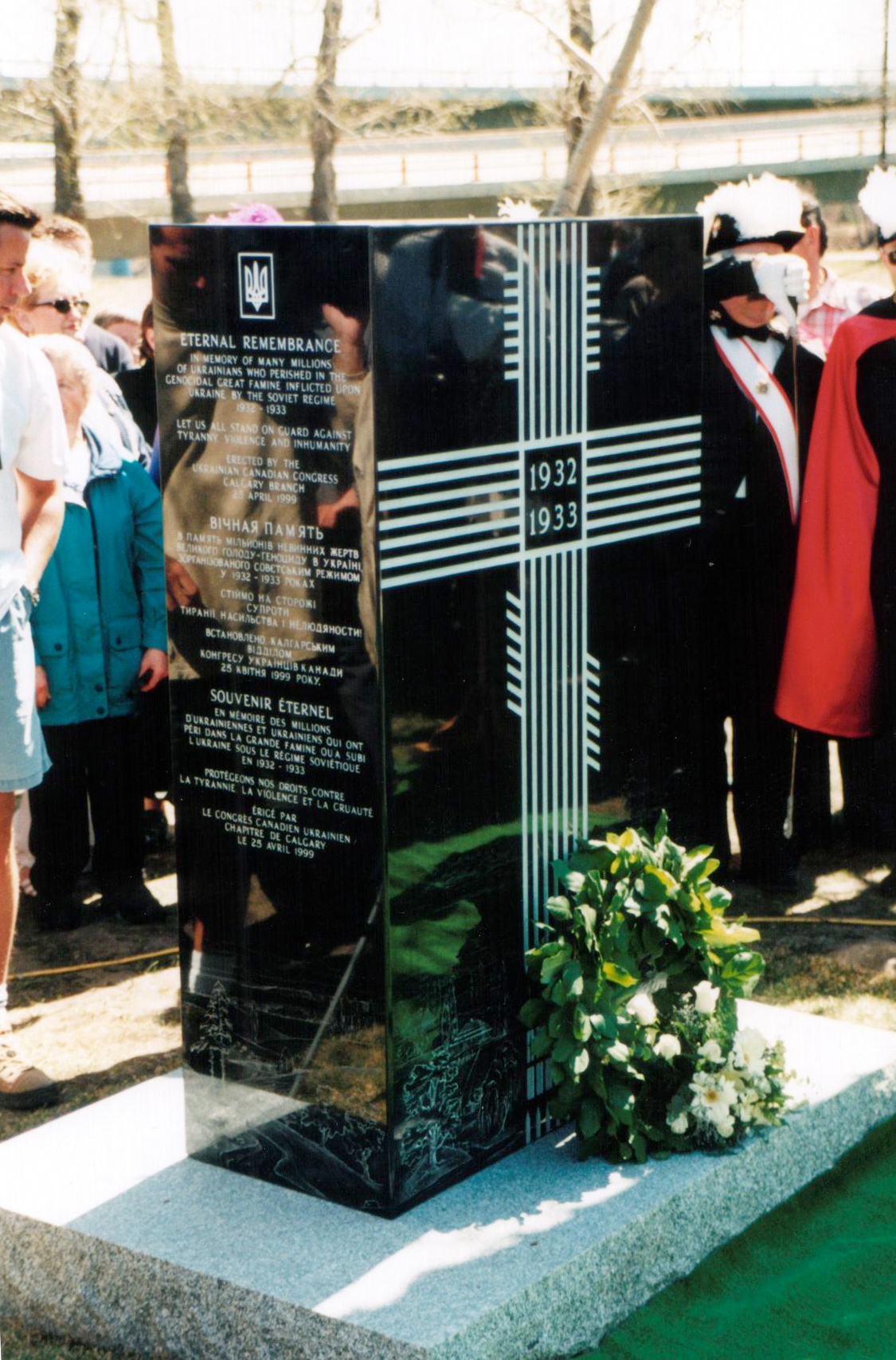
Пам'ятник жертвам Голодомору над Меморіал-Драйв і Едмонтон-Трейл у місті Калгарі

У місті значна українська громада. Її представниця Юдита Романчук є Генеральним консулом Фінляндії в Калгарі — єдина з-поміж українок займає подібну посаду у світі.

## Відомі люди

### Відомі уродженці
- Генк Бессен (1932 — 2009) — канадський хокеїст.
- Майк Вернон (1963) — канадський хокеїст.
- Тейлор Голл (1991) — канадський хокеїст.
- Ілайша Катберт (1982) — канадська актриса.
- Дана Мурзин (1966) — канадський хокеїст.
- Джордж Паргетер (1923—2005) — канадський хокеїст.
- Овен Харгрівз (1981) — англійський футболіст.
- Дін Чайновет (1968) — канадський хокеїст.
- Стюарт Адамс (1904) — канадський хокеїст.
- Террі Джонсон (1958) — канадський хокеїст.

### Українці Калгарі
- Боцюрків Іларій — підприємець, громадський діяч у Канаді українського походження, проживав з 1967 року, помер у місті.[100]
- Дума Вільям-Фредерік (1936) — художник, член Королівської Канадської Академії Мистецтв.
- Зелений Богдан — підстаршина Української галицької армії, член УВО та ОУН, голова Української стрілецької громади Канади. Проживав у місті.